# Lola Pagnani
Anna Lola Pagnani Stravos, connue sous le nom de Lola Pagnani, est une actrice italienne née le 3 avril 1972 dans la ville de Rome.

## Biographie
Fille d'Enzo Pagnani, écrivain et scénariste, Lola Pagnani a obtenu un diplôme à Paris à l'âge de 17 ans en danse contemporaine, et elle a été première danseuse des Momix pour leur « Tour mondial » avec lequel elle a en outre collaboré aux chorégraphies du Cirque du Soleil à Montréal.
Lola a dansé comme première danseuse au Nationaltheater de Munich sous la direction de Lina Wertmuller et du célèbre et apprécié directeur d'orchestre Giuseppe Sinopoli. Par ailleurs, elle a obtenu un diplôme en danse contemporaine à l'Alvin Ailey American Dance Theater de New York et a étudié la diction auprès des H.B. Studios.
Elle revient alors en Italie, où réside sa mère Guilde Pizzolante Stavros, costumière théâtrale et styliste, qui a toujours soutenu les activités artistiques de sa fille, privée de père très tôt, puisque celui-ci est mort à l'âge de 33 ans.
En Italie, elle a travaille avec les grands noms du cinéma et du théâtre italien et international, tels que Ettore Scola, Giulio Base, Lina Wertmuller, et a été choisie par Spike Lee et John Turturro pour des productions américaines à petit budget. Elle a également collaboré avec Abel Ferrara.
Elle a été membre du Lavazza avec Tullio Solenghi et Riccardo Garrone et a travaillé durant deux années au Maurizio Costanzo Show et à Buona Domenica. Elle a, par ailleurs, collaboré avec Enrico Montesano, Marco Columbro, Barbara De Rossi, Blas Roca Rey, Enrico Brignano, Nino Manfredi, Vittorio Gassman ou encore Shelley Winters. Cette dernière a accepté de lui donner des cours à l'Actor's Studio à Los Angeles ; elle également étudié, toujours à Los Angeles, avec Teddey Sherman.
Lola Pagnani a collaboré avec la Rai International de New York pour différents programmes, notamment « PoP Italia. » Elle peut s'enorgueillir de collaborations avec le magazine du maître Gianni Battistoni de l'Associazione Via Condotti, pour lequel elle a écrit des articles depuis Los Angeles sur ses amis américains, parmi lesquels le grand Mohamed Ali, Shelley Winters et Steven Seagal.
Elle a actuellement décidé de réaliser en partenariat avec la productrice et metteur en scène américaine Melissa Balin un film-documentaire au sujet d'un problème personnel d'ordre judiciaire lié a la camorra. Le projet a pour titre Women Seeking Justice c'est-à-dire « femmes cherchent justice ». Il comprendra des histoires et des événements mettant en exergue des cas d'injustices dans chaque partie du globe, à partir de témoignages, dans le but de contribuer à une meilleure information sur un sujet délicat, et de dénoncer les manipulations et les contre-vérités dont celle-ci est trop souvent l'objet dans ce domaine.
Lola Pagnani parle français couramment, espagnol et anglais. Elle pratique les arts martiaux, l'équitation, le rollerblade et la natation.

## Filmographie

### Cinéma
- 1995 : Trafitti da un raggio di sole
- 1996 : Polvere di Napoli
- 1996 : Ninfa plebea
- 1999 : Ferdinando e Carolina de Lina Wertmüller
- 1999 : La bomba
- 2002 : Il pranzo della domenica
- 2003 : Gente di Roma
- 2007 : Women Seeking Justice

### Télévision
- Pazza famiglia (1995)
- Commissario Raimondi (1998) - (Esmeralda)
- Anni 50 (1998)
- La squadra (2000)
- Un posto al sole (2001) - (Roberta Cantone)
- Francesca e Nunziata (2001)
- Un ciclone in famiglia 2 (2005)
- Carabinieri 5 (2005)
- Capri (2006) - (Maria Rosaria)
- Donne sbagliate (2006)

### Théâtre
- Carmen (1987)
- Vergine Regina (1996)
- Anatra all'arancia (1997)